# Gyllencreutz
Gyllencreutz var en svensk adelsätt från Östergötland.

## Historik
Ätten Gyllencreutz förste kände stamfader är häradshövdingen Tyge Gyllencreutz i Östra Ryds socken, Östergötlands län. Han adlades 29 januari 1594 till Gyllencreutz och introducerades i Sveriges Riddarhus som nummer 20, senare ändrades till 54.